# معادلة دالية
معادلة دالية (بالإنجليزية: Functional equation)‏ هي كل معادلة تدل على دالة ما بشكل ضمني. عادة ما تربط هذه المعادلة قيمة الدالة في نقطة ما بقيمها في نقط أخرى.

## أمثلة
المعادلة الدالية
{\displaystyle f(s)=2^{s}\pi ^{s-1}\sin \left({\frac {\pi s}{2}}\right)\Gamma (1-s)f(1-s)}
تحققها دالة زيتا لريمان. Γ يعني دالة غاما.